# Loch Ness-i szörny

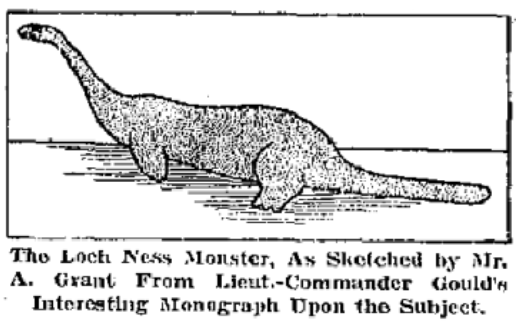
Arthur Grant rajza a Loch Ness-i szörnyről.

A Loch Ness-i szörny (becenevén Nessie) egy állítólagos élőlény, amely a skóciai Ness-tóban él Inverness városa közelében. Nessie a jetivel együtt a kriptozoológia (vitatott létezésű lényekkel foglalkozó „tudomány”) egyik legismertebb témája.

## A legenda
A róla szóló legenda már évszázadok óta kering, legelső ismert említése Szent Kolumba 565-ből származó legendájában történik, ahol a szent megment egy embert a szörnytől. Sok kritikus megkérdőjelezi a történet hihetőségét, mivel egy másik legendában ugyanez a szent a hangja erejével megöl egy vaddisznót.

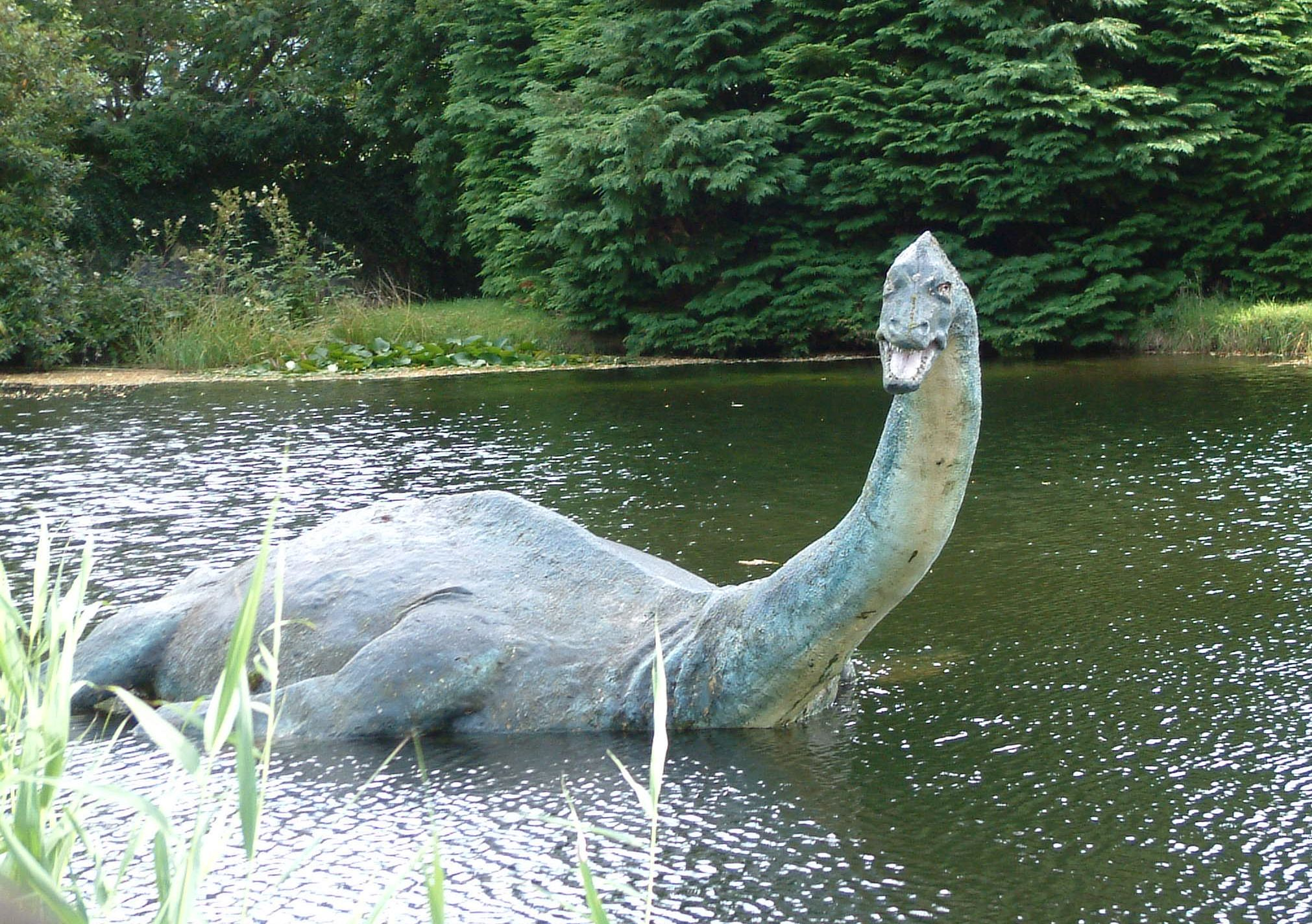
A Loch-Nessi-i szörny szobra a Loch Ness Centre & Exhibition-ban

Az első újkori észlelés 1933. május 2-án történt, és valóságos médiaszenzációt keltett. Ugyanezen év augusztus 11-én újra látták. 1934. április 19-én fénykép készült a szörnyről, amint hosszú nyaka és feje kiemelkedik a vízből. A fotóról később kiderült, hogy hamisítvány: a képet játékhajóra erősített idomok közeli fényképezésével készítették.

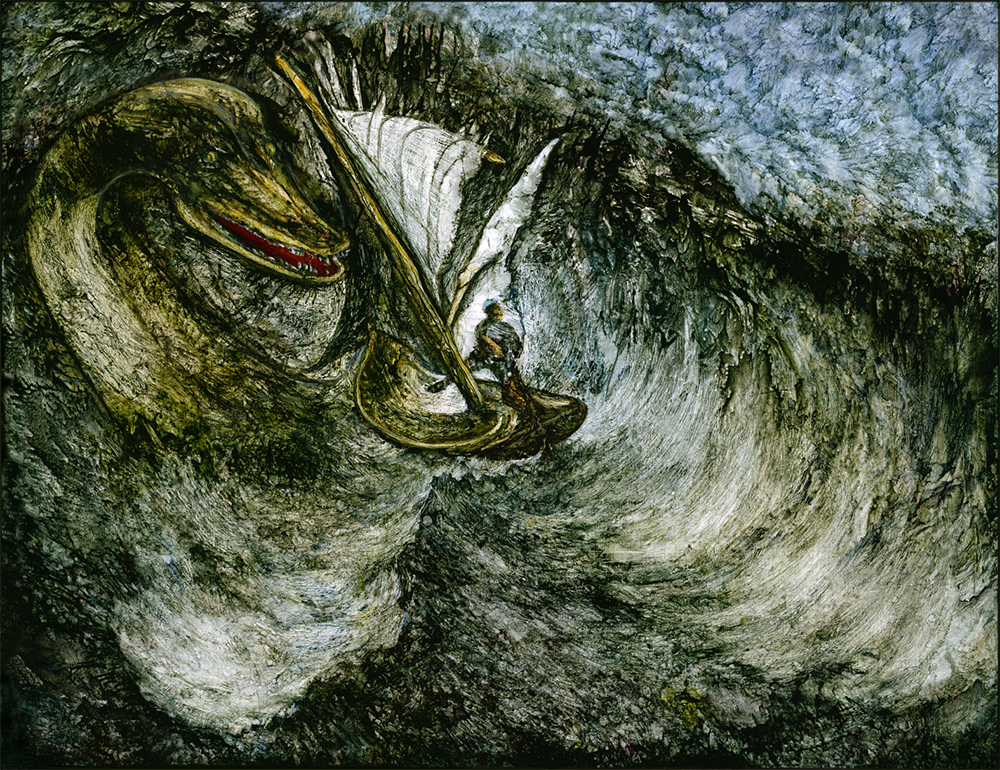
A Loch Ness-i szörny Heikenwaelder Hugo olajfestményén

Egyesek szerint elképzelhető, hogy „Nessie” egy rég kihaltnak tartott dinoszauruszfaj fennmaradt egyede, leginkább a plesiosaurusra hasonlít. Mivel azonban az állatok egyedei is öregednek és meghalnak, a fennmaradás csak egy teljes populáció, vagyis szaporodási közösség fennmaradása esetén lehetséges. Nehéz elképzelni, hogy egy sok példányból álló népesség fennmaradhasson és elrejtőzhessen egy ekkora tóban. Soha nem került elő egyetlen tetem sem. A Loch Ness nem elég nagy még egyetlen dinoszaurusz család tartósabb fennmaradásához sem, ezenkívül a tó földtörténeti szempontból túl új ehhez, és a történelem folyamán többször be is fagyott. A tó halállománya kicsiny, a vízben rengeteg lebegő szennyeződés van, ettől teljesen átlátszatlan, ezért alkalmatlan víz alatti vadászok életfenntartására. Több szemtanú leírása alapján a lény nem is hasonlít plezioszauruszra. További problémát okoz, hogy a tó vize mindössze 5 °C körüli, ami korábbi vélemények szerint túl hideg az ilyen állatfaj mindennapi életéhez. Ma már tudjuk azonban, hogy a Pliosauridae család tagjai remekül megvoltak Ausztrália késő kréta kori fagypont körüli vizeiben is.
Mások azt feltételezik, hogy a tó mélyén egy alagút vagy hasadék van, és ezen át Nessie szabadon közlekedhet a tó és az óceán között. Ebben az esetben lehetségesnek tűnhet, hogy több egyed vagy akár család él az óceán mélyén, és csak bizonyos időszakokban térnek vissza Loch Ness-be. Ennek egyik cáfolatára azt szokták felhozni, hogy hidrogeológiai képtelenség, hiszen egy ilyen járaton keresztül a tenger árapály mozgása észrevehető ki- és beáramlást okozna, valamint így a tó vize keveredne a tengervízzel, amire azonban nincs bizonyíték. Ugyanakkor a tó vízszintje közel 16 méteres átlagos tengerszint feletti magasságban van, ezért az árapály hatása a tóig nem jutna el. E körülmény azonban a szabad mozgás lehetőségét veszi el: a nagy szintkülönbség miatt egy ilyen járatban hatalmas sodrásnak kell lennie, mivel közel van a tengerhez. A nagy sodrás viszont előbb-utóbb annyira kitágítaná az alagutat, hogy a tó teljesen megszűnne létezni, vagy éppenséggel összeomlana és elzárná az átjárót, de semmiképp sem lenne stabil.

## Az erdeifenyő-elmélet
A Skóciában lévő nagyjából 500 édesvizű tó közül (amelyeket a skótok saját szavukkal ‘loch'-nak neveznek) mindössze háromban látták Nessie-t. Érdekes, hogy csak ez a három tó nagyon mély, és ennek a három tónak a partján erdeifenyők állnak, ami szintén jelentős eltérés a skót tavak többségétől. Ezekre a tényekre alapozva néhány tudós a következő elméletet alkotta meg.
Az erdei fenyők jóval több gyantát termelnek, mint a többi fenyőfajta. Amikor egy erdeifenyő elpusztul és beleesik a tóba, lemerül a tó fenékre és elkezdi kiereszteni a gyantáját. A gyanta az elpusztult fatörzs oldalán marad odaragadva, és a bomló fában keletkező gázokat nem engedi eltávozni. Az így csapdába esett gáz hólyagokat képez a fa törzsén. Ahogy a hólyagok egyre nagyobbak lesznek, felhajtóerejük elég lesz ahhoz, hogy a fatörzset a felszín felé emeljék. A víz nyomása a tó fenekén nagyobb, mint a felszín közelében, így a hólyagokra ható nyomás is folyamatosan csökken, ahogy a fatörzs felfelé halad. Mivel a gázok térfogata a nyomás csökkentésének hatására megnövekszik, a hólyagok is megnövekednek. Minél nagyobbra nőnek a hólyagok, annál nagyobb az általuk kifejtett emelő hatás, ezért a fa egyre gyorsabban emelkedik felfelé. Végül a hólyagok szétrobbannak, a fatörzs pedig gyorsan visszasüllyed a tó fenekére. Időnként ez a jelenség egy-egy fatörzset akár a tó felszínéig is felemelhet, így a tóból kiemelkedő, majd gyorsan visszabukó, furcsára felfúvódott fatörzseket nézik az emberek szörnyfejeknek.
(Hasonló a mély édesvízi tó-elmélet is, eszerint a jégkorszakból visszamaradt gleccsertavakban a gleccserekbe fagyott hüllőfélék néha az olvadás hatására kiszabadulnak a jégbörtönből. Tetemüket a víz tetejére hozza a bomlás során keletkező gáz, majd miután távozott belőlük, visszasüllyednek.)

## Szemtanúk
1993. június 17-én bizonyos Edna MacInnes és udvarlója, David Mackay (mindketten Invernessből) szintén nem mindennapi eseménynek voltak részesei. Legalábbis állításuk szerint. Mint azt akkor a BBC 4-es rádiócsatornájának elmondták, majd tíz percen keresztül látták a Loch Ness-i szörnyet.
 – „Egy negyven láb hosszú (12,1 méter) , zsiráfnyakú valami úszkált körbe-körbe a vízben. Egészen jól láttam. Meglehetősen világosbarna színe volt. Legalább egy mérföldnyire lehetett tőlem, így is óriásinak tűnt” – mesélte akkor a huszonöt éves Edna, aki amint meglátta a „szörnyet”, nyomban elrohant közeli ismerősükhöz, hogy fényképezőgépet kérjen kölcsön. Mire visszaértek, természetesen már nem láttak semmit. Pár órával később azonban újra felbukkant a „valami”, akkor Edna udvarlója le is fotózta a lényt. A fotókon valóban látszik valami, de hogy mi, azt senki sem tudja.  Később, még ugyanazon a napon James MacIntosh épp visszafelé tartott fiával, Jimmyvel egy kisebb hajókirándulásról, amikor a fiú egy tárgyra lett figyelmes. Előbb azt hitték, egy másik kishajó. 
 – „Arra figyeltem, nehogy nekivezessem a hajót valaminek, így nem tudtam kellőképpen odafigyelni Jimmyre, de amikor felnéztem, a távolban láttam egy barnás foltot, aminek hosszú, zsiráfszerű nyaka volt és lágyan, de gyorsan úszott” – emlékezett vissza MacIntosh.